# IC 5152
IC 5152 es una galaxia irregular a 5,8 millones de años luz de la Tierra en la constelación del Indus. Fue descubierta por DeLisle Stewart en 1908. Es una pregunta abierta sobre si es un miembro periférico del Grupo Local. Es una de las galaxias más fáciles de resolver en estrellas, pero hay una estrella en primer plano brillante (magnitud 7,7) (HD 209142) justo enfrente que dificulta las observaciones profundas.